# Bric Zerbi
Il Bric Zerbi è una montagna delle Prealpi Liguri alta 1.028 m s.l.m.

## Geografia

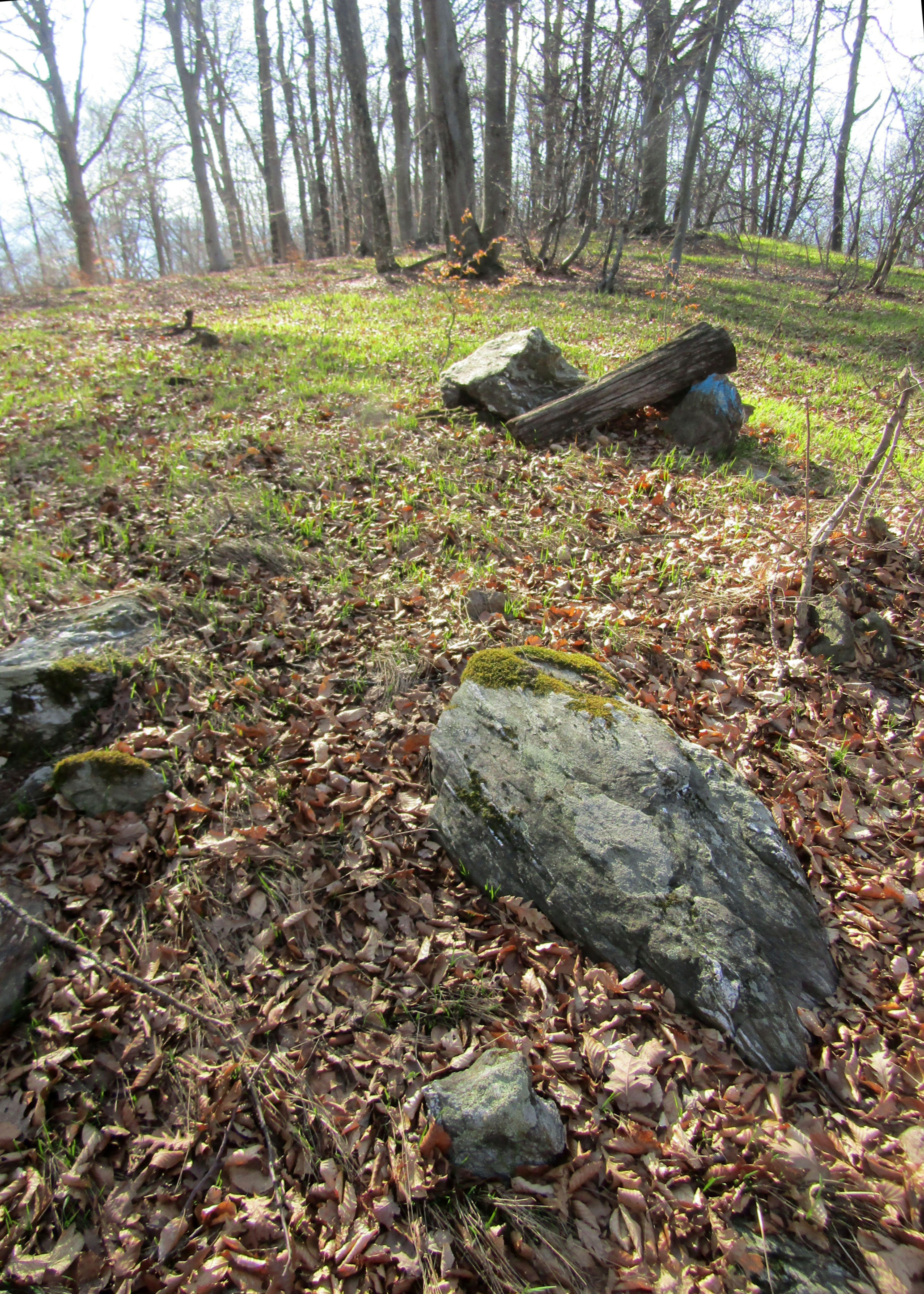
La cima del monte

Il monte si trova a breve distanza dalla lunghissima costiera che, dipartendosi dalla catena principale alpina in corrispondenza del monte Cianea, separa la Val Tanaro dalla Val Bormida. Costituisce la spalla nord-orientale del Colle dei Giovetti, al quale è collegato da un breve tratto di crinale boscoso che comprende il poco piò basso Bric Zotte. Il versante settentrionale del Bric Zerbi è drenato dal Rio dei Giovetti, mentre le acque che scendono verso sud sono raccolte dal Rio Zerburaia; entrambi i corsi d'acqua sono tributari della Bormida di Millesimo. Nei pressi della vetta della montagna passa il confine amministrativo tra i comuni di Murialdo e Calizzano (entrambi in provincia di Savona). La quota della cima è indicata in 1.026 metri da varie carte e pubblicazioni, ma sulla cartografia ufficiale IGM l'effettivo punto culminante risulta collocato ad una quota di 1.028 m s.l.m.. La prominenza topografica del Bric Zerbi è di 113 metri ed il punto di minimo è situato in corrispondenza del già citato Colle dei Giovetti

## Geologia
Dalla montagna prende il nome la faglia del Bric Zerbi. A sud della cima si trovano alcune lenti di conglomerato risalenti al periodo carbonifero.

## Accesso alla cima
Il Bric Zerbi può essere raggiunto percorrendo, fuori sentiero, il crinale Tanaro/Bormida a partire dal Colle dei Giovetti e passando per il Bric Zotte. Alcune piste forestali tagliano le pendici della montagna e possono facilitare l'avvicinamento alla cima.

## Tutela naturalistica
La montagna dà il nome al SIC (Sito di importanza comunitaria) anch'esso denominato Bric Zerbi.